# Resolutie 1995 Veiligheidsraad Verenigde Naties
Resolutie 1995 van de Veiligheidsraad van de Verenigde Naties werd op 6 juli 2011 met unanimiteit aangenomen door de VN-Veiligheidsraad. De resolutie maakte ad litem-rechters verkiesbaar als voorzitter van het Rwandatribunaal en ze kregen ook kiesrecht. Verder kreeg een van de rechters toestemming om deeltijds te werken.

## Achtergrond
Toen Rwanda een Belgische kolonie was, werd de Tutsi-minderheid in het land verheven tot een elitie die de grote Hutu-minderheid wreed onderdrukte. Na de onafhankelijkheid werden de Tutsi verdreven en namen de Hutu de macht over. Het conflict bleef aanslepen, en in 1990 vielen Tutsi-milities verenigd als het FPR Rwanda binnen. Met westerse steun werden zij echter verdreven.
In Rwanda zelf werd de Hutu-bevolking opgehitst tegen de Tutsi. Dat leidde begin 1994 tot de Rwandese genocide. De UNAMIR-vredesmacht van de Verenigde Naties kon vanwege een te krap mandaat niet ingrijpen. Later dat jaar werd het Rwandatribunaal opgericht om de daders te vervolgen.

## Inhoud
Eerder was beslist dat het Rwandatribunaal haar werk tegen eind 2014 moest afronden, waarna het zou worden opgevolgd door het Internationaal Residumechanisme voor Straftribunalen — hetzelfde gold voor het Joegoslavië-tribunaal. De Rwandese tak van dat Mechanisme zou op 1 juli 2012 in werking treden.
De Veiligheidsraad besloot dat de ad litem-rechters voortaan verkiesbaar zouden zijn en ook kiesrecht zouden hebben bij de verkiezing van de voorzitter van het tribunaal. Als een ad litem-rechter verkozen werd, kreeg hij dezelfde bevoegdheden als een permanente rechter zonder afbreuk aan zijn status als ad litem-rechter. Hetzelfde gold voor een ad litem-rechter die als vicevoorzitter was verkozen als die de taken van de voorzitter moest overnemen.
Uitzonderlijk kreeg rechter Dennis Byron toestemming deeltijds te werken en vanaf 1 september 2011 een andere juridische functie te aanvaarden tot de afloop van zijn huidige zaak. Die afloop was gepland voor december 2011 en de voorzitter van het tribunaal moest erop toezien dat deze regeling rijmt met de onafhankelijkheid en onpartijdigheid van de rechter en geen conflicten of vertragingen veroorzaakt.
Voorts werd het belang van de vervolging van alle aangeklaagde personen aangestipt. Alle landen, en die in het Grote Merengebied in het bijzonder, werden opgeroepen tot meer samenwerking. Ze werden ook in het bijzonder opgeroepen meer te doen om Felicien Kabuga, Augustin Bizimana, Protais Mpiranya en overige beklaagden te vatten.

## Verwante resoluties
- Resolutie 1955 Veiligheidsraad Verenigde Naties (2010)
- Resolutie 1966 Veiligheidsraad Verenigde Naties (2010)
- Resolutie 2006 Veiligheidsraad Verenigde Naties
- Resolutie 2013 Veiligheidsraad Verenigde Naties

Lijst ·  1967 ·  1968 ·  1969 ·  1970 ·  1971 ·  1972 ·  1973 ·  1974 ·  1975 ·  1976 ·  1977 ·  1978 ·  1979 ·  1980 ·  1981 ·  1982 ·  1983 ·  1984 ·  1985 ·  1986 ·  1987 ·  1988 ·  1989 ·  1990 ·  1991 ·  1992 ·  1993 ·  1994 ·  1995 ·  1996 ·  1997 ·  1998 ·  1999 ·  2000 ·  2001 ·  2002 ·  2003 ·  2004 ·  2005 ·  2006 ·  2007 ·  2008 ·  2009 ·  2010 ·  2011 ·  2012 ·  2013 ·  2014 ·  2015 ·  2016 ·  2017 ·  2018 ·  2019 ·  2020 ·  2021 ·  2022 ·  2023 ·  2024 ·  2025 ·  2026 ·  2027 ·  2028 ·  2029 ·  2030 ·  2031 ·  2032